# خيوط العمر (مسلسل)
خيوط العمر هي مسلسل درامي عماني أُنتج وعرض في رمضان عام 2011 على تلفزيون سلطنة عمان، وكان من بطولة منصور المنصور، جاسم البطاشي، باسمة حمادة، لمياء طارق، فاطمة عبد الرحيم.